# Кшановице
Кшановѝце (на полски: Krzanowice; на немски: Kranowitz; на чешки: Křenovice) е град в Южна Полша, Силезко войводство, Рачибожки окръг. Административен център е на градско-селската Кшановишка община. Заема площ от 3,08 км2.

## Население
Според данни от полската Централна статистическа служба, към 1 януари 2014 г. населението на града възлиза на 2 195 души. Гъстотата е 713 души/км2.